# Galiny (rejon oszmiański)
Galiny (biał. Галіны; ros. Галины) − wieś na Białorusi, w obwodzie grodzieńskim, w rejonie oszmiańskim, w sielsowiecie Żuprany.

## Historia
W czasach zaborów zaścianek w gminie Polany, w powiecie oszmiańskim, w guberni wileńskiej Imperium Rosyjskiego. W 1905 roku liczył 6 mieszkańców, 23 dziesięcin.
W latach 1921–1945 zaścianek a następnie parcele leżały w Polsce, w województwie wileńskim, w powiecie oszmiańskim, w gminie Polany.
W 1931 wieś w 1 domu zamieszkiwało 5 osób.
Wierni należeli do parafii rzymskokatolickiej w Oszmianie. Miejscowość podlegała pod Sąd Grodzki w Oszmianie i Okręgowy w Wilnie; właściwy urząd pocztowy mieścił się w Oszmianie.
Po II wojnie światowej w granicach Związku Sowieckiego. Od 1991 w niepodległej Białorusi.